# Puig de Sant Martí
El Puig de Sant Martí és una muntanya de 1.302 metres que es troba al municipi de Guils de Cerdanya, a la comarca de la Baixa Cerdanya.